# Chuck Berry in Memphis
Chuck Berry in Memphis è un album discografico di Chuck Berry pubblicato nel 1967 dalla Mercury Records.

## Origine e storia
Dopo aver reinciso velocemente i suoi maggiori successi per tenere fede agli obblighi contrattuali con la sua nuova casa discografica (Berry era infatti passato da poco alla Mercury Records interrompendo un sodalizio lungo e fortunato con la Chess Records) ed averli inclusi nell'album Chuck Berry's Golden Hits, il musicista organizzò qualche seduta di registrazione a Memphis chiamando a sé i migliori session men della città al fine di registrare nuovo materiale e, in qualche caso, elaborare nuove versioni di brani registrati più di dieci anni addietro come nel caso di Oh Baby Doll e Sweet Little Rock and Roller.

## Tracce
1. Back To Memphis
2. I Do Really Love You
3. Ramblin' Rose
4. Sweet Little Rock and Roller (re-recording)
5. My Heart Will Always Belong To You
6. Oh Baby Doll (re-recording)
7. Check Me Out
8. It Hurts Me Too
9. Bring Another Drink
10. So Long
11. Goodnight, Well It's Time To Go

## Crediti
- Chuck Berry - chitarra, voce
- Satch Arnold - batteria
- Tommy Cogbill - basso
- Bobby Emmons - pianoforte
- Andrew Love - sax tenore
- Gene Miller - tromba
- James Mitchell - sax baritono
- Reggie Young - pianoforte